# Abbaye de Sulejów
L'abbaye de Sulejów (en polonais « Opactwo Cystersów w Sulejowie ») est une abbaye cistercienne en activité, située dans la ville éponyme, au centre de la Pologne.

## Histoire

### Fondation
L'abbaye est fondée en 1177 par Casimir II le Juste. Il fait venir des moines directement de l'abbaye de Morimond, en Champagne.

### Développement médiéval
Étant située à un carrefour notable sur la route joignant l'Europe hanséatique à la Ruthénie, l'abbaye développe assez tôt une fonction commerciale, avec notamment l'implantation d'un marché à proximité. Le monastère acquiert de la part de ses protecteurs plusieurs titres et en particulier une autonomie judiciaire.
La construction de l'abbaye, et en particulier de l'église abbatiale, démarre à une date inconnue. Ce qui est attesté, c'est l'utilisation, et pour la première fois de l'histoire en Pologne, de l'architecture gothique, à partir de 1232, pour la construction de la nouvelle abbatiale, la première s'étant révélée trop exiguë pour les besoins de la communauté.

### Les crises

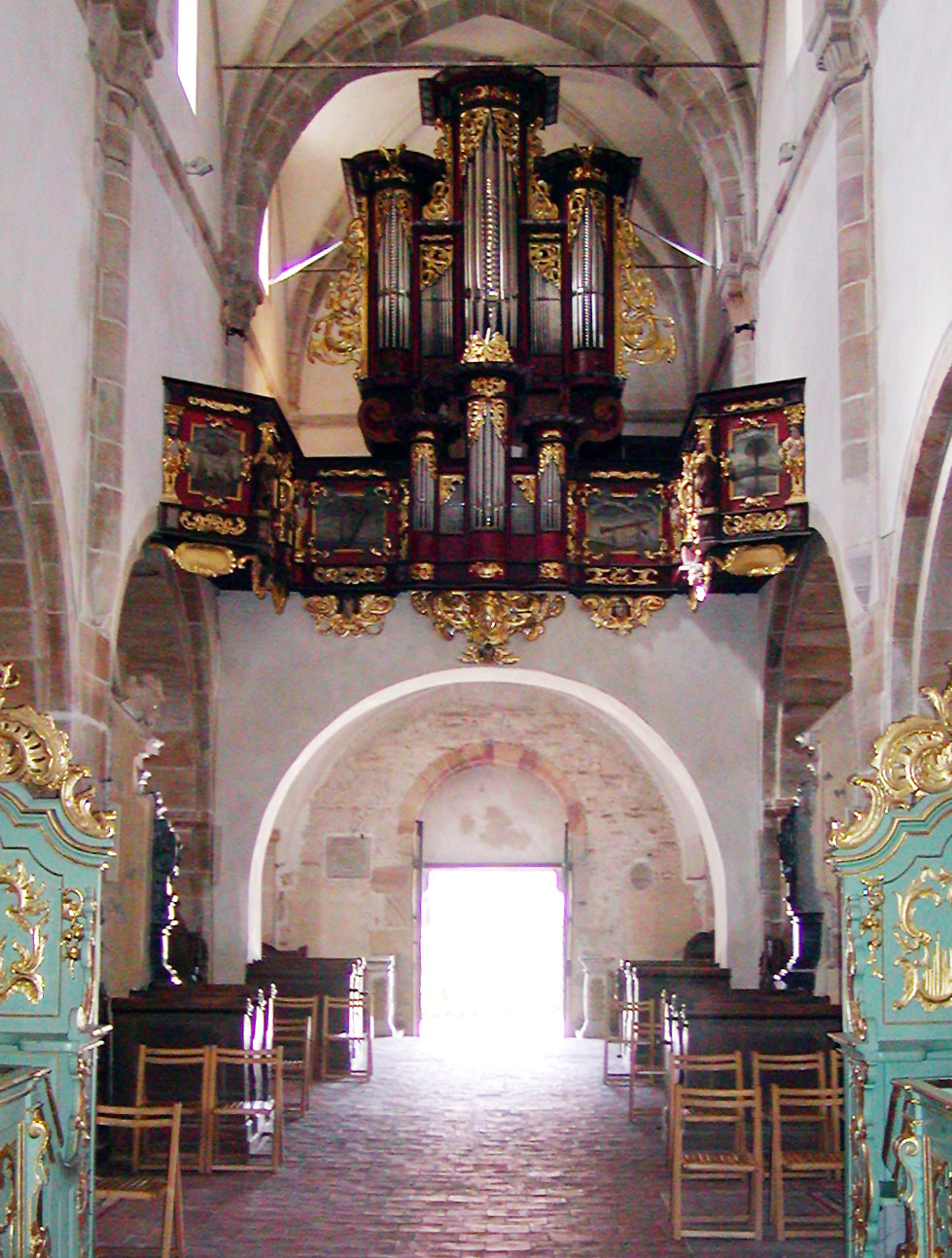
L'intérieur de l'église abbatiale, refait en style rococo à la fin du XVIIIe siècle.

Le premier frein au développement de l'abbaye est militaire : c'est à cette date qu'interviennent les invasions tatares en Pologne, puis la concurrence avec les chevaliers Teutoniques. De surcroît les moines commencent à gérer l'abbaye comme un fief ; une crise en découle en 1285, les moines étant d'autorité répartis dans d'autres abbayes, et les possessions de Sulejów étant partagées entre les autres monastères polonais.
En 1431, le cloître est incendié par les Tatars. Une nouvelle église, de brique, est construite en 1640, qui n'est consacrée qu'en 1748 par l'archevêque de Łódź Franciszek Kobielski (pl) ; cette église est endommagée fortement par un incendie en 1790. La décoration de l'église est refaite en 1788 dans un style rococo.

### Fermeture
L'abbaye, malgré le démembrement de la Pologne et les guerres napoléoniennes, subsiste entre 1793 (prise par les troupes prussiennes) et 1815, mais elle est fermée par les Russes en 1819. L’église devient paroissiale. Un orphelinat est installé dans le monastère en 1860.

### Réouverture
En 1986, peu avant la fin de la Pologne communiste, un groupe de moines vient refonder l'abbaye, qui devient un prieuré dépendant de Wąchock.

## L'abbaye

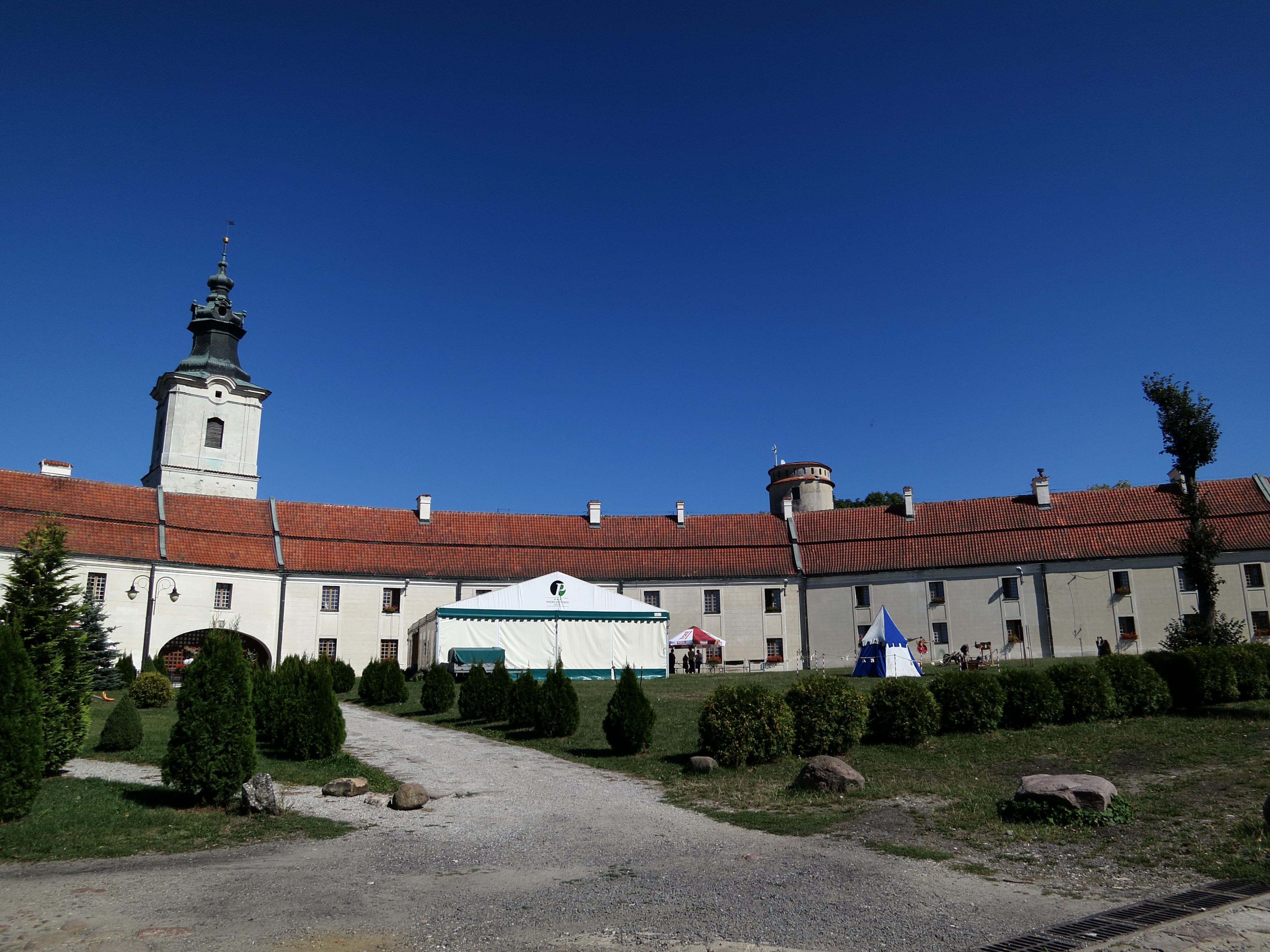
Vue générale de l'abbaye.

L'abbaye présente de nombreuses similarités architecturales avec les trois autres abbayes de Petite-Pologne fondées à la même époque : Wąchock, Jędrzejów (de), Mogila et Koprzywnica (de). On constate ces ressemblances par exemple dans le profil en amande des nervures, dans la terminaison en culot conique des colonnes engagées, dans l'ornement des chapiteaux ou des corniches. Ce qui est surprenant, c'est l'influence italienne sensible dans les détails de réalisation de ces quatre édifices, notamment dans l'utilisation de l'opere italico, alternance de lits horizontaux de pierre rouge et de grès gris ; il faut supposer la présence d'un moine maître d'œuvre d'origine italienne.

### L'église abbatiale
L'église abbatiale est consacrée à Thomas Becket (également appelé « Thomas de Cantorbéry »).

### Le cloître
La seule partie intacte de l'abbaye, hors église, est la partie orientale du cloître (« bâtiment des moines »).